# Vana Tallinn
Vana Tallinn (estonsky „Starý Tallinn“) je likér vyráběný estonskou lihovarnickou společností Liviko. Vyrábí se jednak ve variantě Original jako silný likér se 40, 45 či 50 % alkoholu, ale také ve slabších (16%) verzích Cream, Coffee a Chocolate.
Likér má příchuť rumu a je výrazně sladký a kořeněný (mj. citrusovými silicemi, skořicí a vanilkou). Vysoký obsah alkoholu je překryt sladkostí likéru, proto bývá označován za pijácky nebezpečný.
Vana Tallinn se v Estonsku často přidává do kávy a je oblíbenou ingrediencí mnoha koktejlů a shotů — za zmínku stojí například estonská variace B52, tzv. Burning Tallinn (hořící složkou je zde Vana Tallinn Original, spodní Vana Tallinn Cream).